# Mỹ Châu (xã)
Mỹ Châu là một xã thuộc huyện Phù Mỹ, tỉnh Bình Định, Việt Nam.
Xã Mỹ Châu có diện tích 31,89 km², dân số năm 1999 là 9.343 người, mật độ dân số đạt 293 người/km².

## Hành chính
Xã Mỹ Châu được chia thành 9 thôn: Châu Trúc, Lộc Thái, Mỹ Trang, Quang Nghiễm, Trà Thung, Vạn An, Vạn Lương, Vạn Thiện, Vạn Thiết.